# Mexicope kensleyi
Mexicope kensleyi är en kräftdjursart som beskrevs av Hooker 1985. Mexicope kensleyi ingår i släktet Mexicope och familjen Acanthaspidiidae.
Artens utbredningsområde är Mexikanska golfen. Inga underarter finns listade i Catalogue of Life.